# Feldberg (Kaisergebergte)
De Feldberg is een berg in de deelstaat Tirol, Oostenrijk. De berg heeft een hoogte van 1.814 meter.
De Feldberg is onderdeel van het Kaisergebergte.